# Aleksandar Aleksiev
Aleksandar Aleksiev (Maglizh, Província de Stara Zagora, 5 de novembre de 1992) és un ciclista búlgar, que competeix en equips amateurs. Del seu palmarès destaca el Campionat nacional en contrarellotge de 2016.

## Palmarès
- 2010
  - Vencedor de 2 etapes al Tour de Mevlana júnior
- 2013
  - Vencedor d'una etapa a la Volta a Sèrbia
- 2014
  - 1r al Challenge de la Marxa Verda-Gran Premi Al Massira
- 2016
  -  Campió de Bulgària en contrerellotge
  - Vencedor d'una etapa a la Volta a Bulgària